# Kastanjebukig solfjäderstjärt
Kastanjebukig solfjäderstjärt (Rhipidura hyperythra) är en fågel i familjen solfjäderstjärtar inom ordningen tättingar.

## Utseende och läte
Kastanjebukig solfjäderstjärt är en rätt liten fågel med lång stjärt. Den är roströd på buken och grå på ovansida och hjässa. I ansiktet syns vita teckningar och på vingarna ett fläckat vingband, Arten liknar vitörad solfjäderstjärt och gråbröstad solfjäderstjärt, men skiljer sig på den rostfärgade undersidan. Sången består av en utdragen, fallande och darrande ton.

## Utbredning och systematik
Kastanjebukig solfjäderstjärt delas in i tre underarter:
- Rhipidura hyperythra hyperythra – förekommer på Aruöarna (Nya Guinea)
- Rhipidura hyperythra muelleri – förekommer på Yapen och Västpapua (Astrolabe Bay, Lake Kutubu)
- Rhipidura hyperythra castaneothorax – förekommer på sydöstra Nya Guinea (Saruwagedbergen till Angabunga River)

Underarten muelleri inkluderas ofta i nominatformen.

## Levnadssätt
Kastanjebukig solfjäderstjärt hittas i skogsområden från lågland till lägre bergstrakter, vanligen lägre än vitörad solfjäderstjärt. Där ses den födosöka aktivt på medelhög höjd likt andra solfjäderstjärtar, med stjärten rest och utspridd och vingarna sänkta. Den slår ofta följe med artblandade kringvandrande flockar.

## Status och hot
Arten har ett stort utbredningsområde, men tros minska i antal, dock inte tillräckligt kraftigt för att den ska betraktas som hotad. Internationella naturvårdsunionen IUCN listar arten som livskraftig (LC).